# Ernst Röhrig (Fußballspieler)
Ernst Röhrig (* 28. Oktober 1940; † 25. Oktober 2002) war ein deutscher Fußballspieler. In der Fußball-Bundesliga kam er beim Karlsruher SC in der Saison 1964/65 in neun Ligaspielen als Verteidiger zum Einsatz.

## Karriere

### Karlsruher SC, bis 1967
Röhrig spielte bereits in der Jugendabteilung sowie danach in der Amateurmannschaft der Blau-Weißen vom Wildparkstadion. Mit Mannschaftskameraden wie Gerhard Helm, Horst Hotz, Dieter Meinzer und Horst Saida hatte er 1960/61 die Meisterschaft in 2. Amateurliga Mittelbaden, Staffel 1 errungen und danach in der Aufstiegsrunde den Aufstieg in die 1. Amateurliga Nordbaden vollzogen. Er entwickelte sich weiter und schaffte im letzten Jahr der alten erstklassigen Fußball-Oberliga Süd, 1962/63, den Sprung in die Oberligamannschaft. Sein Debüt gab er dort in der Saison 1962/63. Am 6. Spieltag wurde er von Trainer Kurt Sommerlatt gegen SSV Reutlingen aufgestellt, das Spiel endete 2:2. Röhrig war zu diesem Zeitpunkt noch auf Linksaußen unterwegs. Auch an den nächsten drei Spieltagen gegen den VfB Stuttgart (3:2), SpVgg Fürth (2:2) und den VfR Mannheim (3:0) schenkte der Coach Röhrig das Vertrauen, jeweils als Linksaußen. Im weiteren Saisonverlauf kam er jedoch nicht mehr zum Zuge, Jugendnationalspieler Horst Wild erzielte in 22 Oberligaeinsätzen elf Tore und verwies auch den weiteren Linksaußenanwärter Reinhold Nedoschil zumeist auf die Ersatzbank. Mit Platz 5 in der Abschlusstabelle errang der KSC einen der Plätze für die neu eingeführte Bundesliga.
Dort absolvierte Röhrig in der Premierensaison 1963/64 keinen Einsatz, er wurde jetzt zum Verteidiger umgeschult. Erst in der Saison 1964/65 gab er sein Debüt in der eingleisigen ersten Liga, er absolvierte neun Spiele. Röhrig debütierte zum Start der Rückrunde, am 19. Dezember 1964, bei einem 1:1-Auswärtsremis beim Meidericher SV in der Bundesliga. Vor Torhüter Erich Wolf bildete er mit Reinhold Wischnowsky das Verteidigerpaar. In den weiteren acht Spielen verteidigte er noch mit den Partnern Dieter Klaußner und Peter Koßmann. Sein neuntes und letztes Bundesligaspiel bestritt er am 30. April 1965 bei einer 0:1-Heimniederlage gegen Hertha BSC, wobei er es in den überwiegenden Zweikämpfen mit deren Rechtsaußen Carl-Heinz Rühl zu tun gehabt hatte. Im Lauf der Runde wurde Trainer Sommerlatt durch Helmut Schneider abgelöst und der KSC beendete auf dem 15. Rang die Runde. Da mit Helmut Kafka und Walter Rauh zur nächsten Saison 1965/66 Verstärkungen für die Defensive in den Wildpark kamen, hatte Röhrig keine ernsthafte Einsatzchance mehr, da ja auch Jupp Marx längst in die Abwehr gerückt war und mit Eugen Ehmann ein Talent aus den eigenen Reihen auf die Einsatzchance wartete. In der Saison 1966/67 lief er unter Trainer Bernhard Termath in neun Spielen (1 Tor) in der 1. Amateurliga Nordbaden auf und erreichte an der Seite von Mitspielern wie Werner Hösl, Herbert Layh, Hans Ripp und Heinz Schrodt mit den KSC-Amateuren die Vizemeisterschaft. Zur Saison 1967/68 schloss er sich dem VfB Knielingen in der 2. Amateurliga Mittelbaden an.

### VfB Knielingen, 1967 bis 1977
Bei den Schwarz-Grünen aus dem Karlsruher Nordwesten wurde Röhrig in den nächsten zehn Jahren zu einem der prägendsten Akteure. Bei Ebner wird der langjährige Leistungsträger des VfB in der 1. Amateurliga Nordbaden mit 203 Ligaeinsätzen und 39 Toren in der Statistik geführt. Insgesamt hat er durch die weiteren 34 Einsätze mit sechs Toren bei den KSC-Amateuren zuvor 237 Spiele in der 1. Amateurliga mit 45 Toren vorzuweisen. Dazu kommen noch seine vier Oberligaeinsätze 1962/63, die neun Bundesligaspiele 1964/65 und die zwei Meisterschaftsrunden 1967/68 und 1969/70 in der 2. Amateurliga Mittelbaden mit Knielingen.
Tabellarisch ragt der 7. Rang 1973/74 heraus, wo er in 26 Ligaspielen vier Tore an der Seite des torgefährlichen Stürmers Manfred Dziobaka absolvierte. Als er mit Knielingen das Lokalderby am 9. September 1973 bei den Amateuren des KSC mit 5:2 gewinnen konnte, wurde der Libero aber Ende der 2. Halbzeit mit Verdacht auf Gehirnerschütterung in das Krankenhaus gebracht. Nach einer dreiwöchigen Pause konnte er seine Aktivität wieder weiterführen. Ansonsten waren zweistellig Plätze mit Knielingen die Regel. Finanziell waren die Rahmenbedingungen nicht so üppig um personell aufrüsten zu können. Sein letztes Spiel in der 1. Amateurliga bestritt der Routinier am 30. April 1977 beim Heimspiel gegen den VfR Mannheim. Beim 2:2 gegen die Rasenspieler aus Mannheim dirigierte er nochmals zusammen mit Rekordspieler Hans Hückel (240 Spiele) die VfB-Defensive und Dziobaka war für die zwei Treffer zum Punktgewinn verantwortlich. Zur Runde 1977/78 wechselte er zum FV Daxlanden und beendete seine höherklassige Spielerlaufbahn.
In späteren Jahren war Röhrig als Trainer im nordbadischen Amateurbereich tätig.